# 庫珀島印第安寄宿學校
庫珀島印第安寄宿學校（英語：Kuper Island Indian Residential School），又名為庫珀島印第安工業學校（英語：Kuper Island Indian Industrial School）是由加拿大天主教會開辦的加拿大原住民寄宿學校。學校位於卑詩省佩內拉庫島7號保留地，在今島上的電報港。1890年建校開辦直到1975年關閉，學校主要接收卑詩省溫哥華島和低陸平原一帶的原住民學生。由於學校過去有大量原住民學生死亡的歷史，被稱為「加拿大的惡魔島」。

## 歷史
學校於1890年建立，原定只招收男生，第一期招生17名男生，次年開始招收女性學生。學校由天主教維多利亞教區營運，學校的首任校長為神父喬治·唐克勒，學校建立初期缺乏監管能力，出現很多學生逃學，學校一般會選擇開除不再返回學校的學生。學校和原住民家長簽署合同，讓孩子接受3到5年教育，而在1895年開始所有合同改為學校可以保留學生，直到學校認為學生合適離開為止。儘管學生可以以健康問題提早離校，但是學校引入了體檢和合同制度，都延長了學生的在校時間。1896年2月喬治·唐克勒收到有關部門的通知，要求跟進學生簽署的合同要求強制學生上學，避免原住民認為寄宿學校的法律不過是一紙空文，此後幾年喬治·唐克勒花了很大力氣去執行這個要求。同年學校取消假期，引至學生在學校縱火。根據當年調查，在過去入讀的264名學生中有107人死亡。
1907年2月蒙福傳教士的克萊森和萊蒙斯接手了學校工作，在1930年代有醫生對學生進行藥物試驗，1956年1月16日有一對姊妹學生在試圖逃離學校期間溺水身亡。1957年無玷聖母獻主會接管學校營運，1966年有學生在學校自殺。1969年政府接手學校營運直到1975年將關閉學校。1980年代學校拆除。1995年，前寄宿學校職員格倫·道蒂因為在學校的行為被判處包括猥褻罪在內的六項罪名，2000年再度因為庫珀島和威廉姆斯湖寄宿學校的行為被判處三十六項和性有關的指控。

## 發現無名塚
2018年佩內拉庫島原住民部落佩內拉庫聯絡卑詩大學研究員，探討使用地雷技術尋找無名墳墓的可能性。2021年5月德甘柳斯蘇斯瓦族宣佈在甘露印第安寄宿學校發現215個無名塚，引起加拿大社會廣泛關注原住民寄宿學校的問題。面對越來越大的社會輿論壓力，加拿大聯邦政府提出為探索寄宿學校舊址給予資金支持，但是沒有交代進一步行動。6月1日卑詩省省長賀謹表示沒有計畫給探索寄宿學校舊址提供資金幫助。庫珀島印第安寄宿學校的倖存者決定不依靠聯邦政府，在6月2日組織網絡籌款活動，為探索寄宿學校舊址湊集資金以購買探測設備和僱傭專家，目標是探測溫哥華島附近的五所寄宿學校舊址。2021年7月12日，原住民部落佩內拉庫宣佈在寄宿學校附近發現160多個無名墳墓，佩內拉庫酋长琼·布朗表示，將在8月2日在徹梅納斯舉辦遊行以紀念在庫珀島印第安寄宿學校死去的學生。

## 文學及影視作品
- 《庫珀島：重返療癒圈》（Kuper Island：Return to the Healing Circle）1998年電影，探討庫珀島印第安寄宿學校的影響及倖存者的故事[15]。
- 《沒有告別的時刻》（No Time to say Goodbye）西爾維婭·奧爾森創作的小說，講述五個小孩被送到庫珀島印第安寄宿學校的故事[16]。

## 備註
1. ↑  過去名為庫珀島，2010年更名佩內拉庫島

## 外部連結
- 國家真相與和解中心檔案：庫珀島印第安寄宿學校 （页面存档备份，存于）（英文）